# Айрыбаба
Айрыбаба (также Айрибаба; ранее в Туркменистане: Бейик-Сапармырат-Туркменбаши; туркм. Aýrybaba) — горная вершина, расположенная на территории Кёйтендагского этрапа Лебапского велаята Туркменистана в пределах горного хребта Койтендаг (Кугитангтау). Является самой высокой точкой Туркменистана и всего хребта, имея высоту 3139 метров над уровнем моря. В переводе с туркменского языка название означает «разделённая святая гора».

## История названия
В 2004 году в Туркменистане название вершины (Aýrybaba) было переименовано в Beýik Saparmyrat Türkmenbaşy belentligi (пик Великого Сапармурата Туркменбаши). В настоящее время, в Туркменистане гора вновь называется Айрыбаба (туркм. Aýrybaba ).

## Флора и фауна
Флора и фауна Койтендага богаты и разнообразны, здесь сохранились многие редкие, эндемичные виды растений. Нередко в феврале почти у вершины Айрыбаба на проталинах цветут яркие крокусы и огневки. На склонах горы в арчовых лесах обитает винторогий козел, горный баран, рысь — животные, занесённые в Красную книгу Туркменистана. На Койтендаге встречается 122 вида птиц, при этом, в целом, биоразнообразие Кёйтендага представлено 1171 видом, из которых 988 видов — растения и 183 вида — животные.  
Для сохранения природной среды этого уникального края, в 1989 году на площади 271,4 км² был создан Койтендагский государственный заповедник, частью которого является гора Айрыбаба. Склоны горы покрыты арчёвыми редколесьями и другими кустарниками.

## Климат
Климат местности — умеренный. Вершина Айрыбаба является единственным местом в Туркменистане, где снег держится с октября по конец мая. Годовое количество осадков составляет около 400 мм.  

## Легенды

Лебапский велаят Туркменистана

Сохранилась древняя туркменская легенда о происхождении названия Айрыбаба. Согласно поверью, во время Всемирного потопа пророк Нух должен был остановить свой ковчег на вершине Айрыбаба. Гора очень гордилась этим и постоянно хвасталась своим величием. Бог узнал про ее высокомерие и отменил предусмотренную Нухом остановку, и ковчег, только протаранил гору, развалив ее вершину на две части. Гора стала двуглавой, а существующая между ними впадина, до сих пор напоминает след от ковчега.
Согласно другой туркменской легенде, один святой человек, много сделавший для распространению Ислама, вознесся с вершины на небо. Его последователи выложили из камней на скале могилу, которая находится у края пропасти, а от обрыва глубиной 500 метров ее отделяет лишь узкая тропинка. По существующему обычаю, человек, совершающий паломничество, поднявшись на вершину Айрыбаба, должен обязательно обойти эту могилу. 

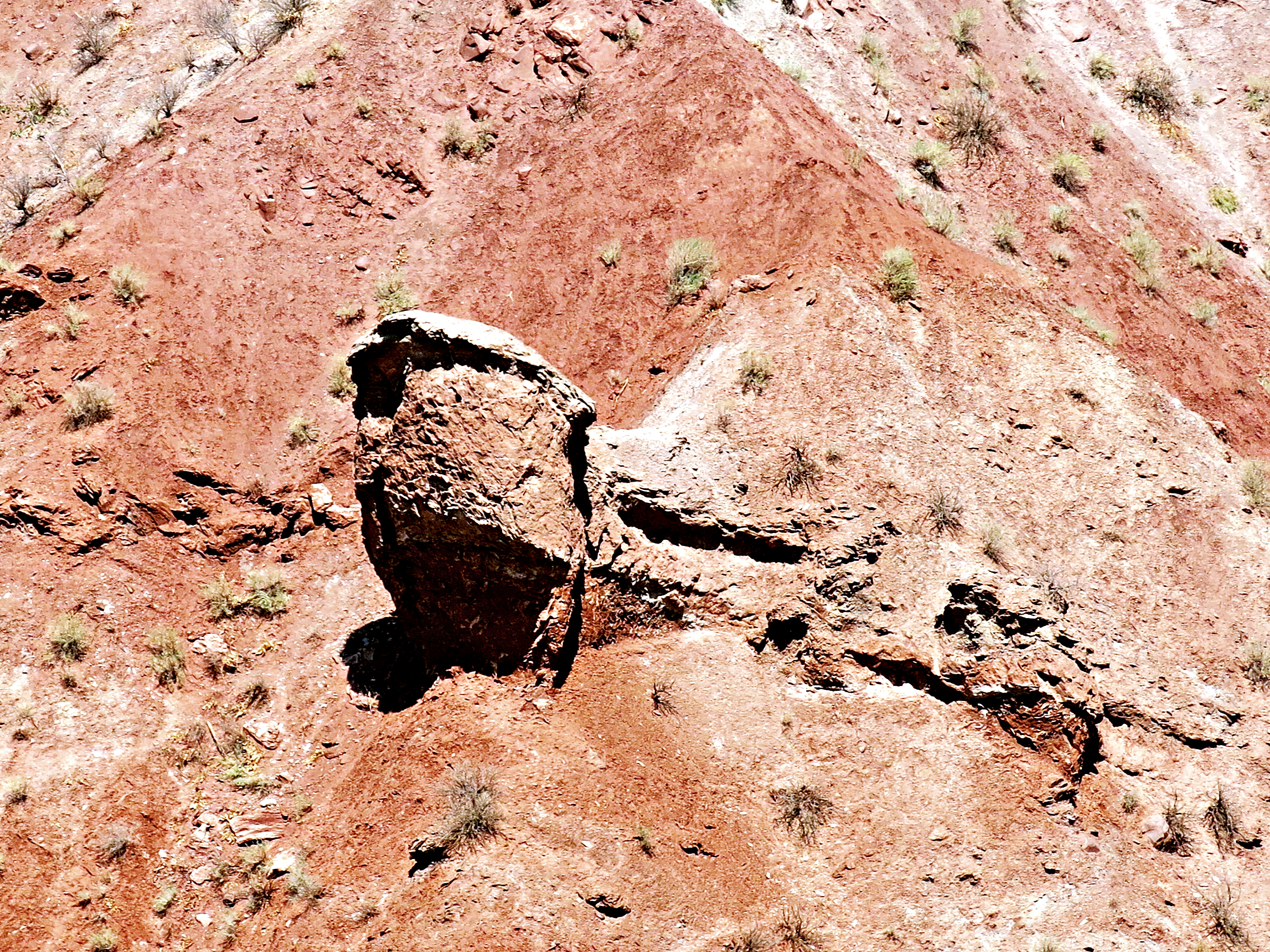
Окаменелость на горе Айрыбаба, Лебапский велаят Туркменистана

На вершине горы Айрыбаба, с северной стороны в скале есть грот, про который существует легенда, повествующая о том, что здесь жил халиф Али, проповедовавший в этих краях Ислам. Куполообразной грот имеет вполне естественное происхождение, однако местное население полагает, что сам халиф Али вручную выдолбил его в скалах. В настоящее время, паломники совершают молитву-намаз в этом гроте, называя его «мечетью Айры-баба».

## Альпинизм
Ныне гора Айрыбаба привлекает к себе массу горовосходителей. Поднимаются на нее, в основном, альпинисты с достаточной тренировкой и специальными снаряжениями. Каждый год в честь Дня Государственного флага Туркменистана, альпинисты из Ашхабадского клуба «Агама» совершают восхождение на вершину Айрыбаба, чтобы в честь праздника водрузить на нее флаг Туркменистана.